# Барань
Бара́нь (біл. Барань) — місто в Оршанському районі Вітебської області Білорусі.
Населення міста становить 12,1 тис. осіб (2006; 14,1 тис. в 1991, 9,7 тис. в 1968).

## Географія
Місто розташоване на річці Адров, правій притоці Дніпра, за 9 км на південний захід від міста Орша. Воно знаходиться в невеликій западині, обмеженій пагорбами. Клімат помірно континентальний, температура в січні −7 °C, у липні — +17 °C.

## Економіка
В місті працює завод з виробництва радіостанцій «Льос» (в минулому «Червоний жовтень»), який за радянських часів випускав одні з найкращих радіостанцій у світі. Окрім того є підприємства легкої та харчової промисловостей. Є 2 середні школи, з 2007 року відкрито ліцей. Діє санаторій-профілакторій «Ліс».

## Історія
Вперше місто згадується в 1518 році як село (Стара Барань) князя Костянтина І. Острозького, з 1541 року — його сина І. К. Острозького. В документах 1591 року згадується як село Кописького маєтку. 1598 року кописький гетьман Криштоф Радзивіл заснував містечко Барань (Нова Барань) Оршанського повіту, куди були переселені жителі Старої Барані. В околицях проходили бої війська генерала Вітгенштейна 1812 року проти французів. В 1924-60 роках — центр сільради в Оршанському районі, з 1972 року має статус міста.

## Церкви
- Церква Покрови Пресвятої Богородиці (XVIII)
- Спасо-Преображенська церква (1993)

## Відомі особи
- Корбан Володимир Іванович — білоруський байкар та сатирик.
- Лукін Володимир Васильович — український радіоінженер.
- Козлов Дмитро Олегович — білоруський політв'язень.